# Nashville (Schiff, 1970)
Die Nashville, auch USS Nashville (Kennung: LPD-13), war ein amphibisches Transportdock der Austin-Klasse und das dritte Schiff der US Navy, welches nach Nashville, der Hauptstadt des Bundesstaates Tennessee, benannt wurde.

## Geschichte

### Bau
Die spätere Nashville wurde am 14. März 1966 bei der Lockheed Shipbuilding Co. in Seattle im US-Bundesstadt Washington auf Kiel gelegt. Der Stapellauf erfolgte am 7. Oktober 1967, Taufpatin war Mrs. Roy L. Johnson, und die Indienststellung am 14. Februar 1970 in der Puget Sound Naval Shipyard.

### Einsatzgeschichte
Die zahlreichen Einsätze der Nashville umfassen unter anderem die Teilnahme an vier „Amphibious Ready Group“ Missionen in der Karibik, acht Einsätze in diesen Verbänden im Mittelmeer und zwei im Persischen Golf. Darüber hinaus war das Schiff an Einsätzen zur Minenbekämpfung, verschiedenen NATO-Missionen und Trainings mit der Atlantik Flotte der US Navy beteiligt.
Im Jahr 1977 fungierte die Nashville vom 1. Januar bis zum 11. März, vom 29. April bis zum 21. Mai und vom 10. August bis zum 31. Dezember als Flaggschiff der Amphibious Squadron 2.
Außerdem diente sie in diesem Jahr als Flaggschiff des Commander Combined Amphibious Task Force, des Commander Combined Landing Force und des Commander Task Force 61 der Amphibious Squadron 2 während des NATO-Manövers Dawn Patrol.
Die Nashville gehörte zum Einsatzverband, der am 8. Juni 1995 an der Rettung des Piloten Hauptmann Scott O’Grady beteiligt war. O’Grady war am 02. Juni mit seiner F-16C auf einer Combat Air Patrol (CAP) über Bosnien-Herzegowina von einer serbischen SA-6 Flugabwehrrakete abgeschossen worden und hatte sich fast eine Woche lang auf feindlichem Territorium versteckt gehalten, ehe er von Hubschraubern eines Rettungsteams der US Marines gefunden und ausgeflogen werden konnte.
Ebenfalls auf dem Balkan, war die Nashville im März 1997 als Teil einer Amphibious Ready Group zusammen mit der 26th Marine Expeditionary Unit an der Operation Silver Wake, der Evakuierung von US-Staatsbürgern und weiterer Zivilisten während der bürgerkriegsähnlichen Unruhen in Albanien, beteiligt.
Im Jahr 2003 war die Nashville, wieder zusammen mit der 26th Marine Expeditionary Unit, als Teil der Iwo Jima Amphibious Ready Group eingesetzt.
Am 16. und 17. Januar 2006 war sie das erste Schiff der US Navy, auf dem ein unbemannter Hubschrauber vom Typ MQ-8B Fire Scout landete.
Im Juli 2006 wurde sie als Teil der Expeditionary Strike Group, welche die 24th Marine Expeditionary Unit an Bord hatte, in den Libanon entsandt. Das Ziel dieser Mission war die Evakuierung von amerikanischen Staatsbürgern während des Zweiten Libanonkriegs, einem bewaffneten Konflikt zwischen der israelischen Armee und der schiitischen Hisbollah. Am 20. Juli landeten die ersten US Marines seit 1982 von der Nashville aus auf libanesischem Boden.
In diesem Zusammenhang wurde sie auch in einer Episode der US-Fernsehsendung „Anthony Bourdain: No Reservations“ erwähnt, da der Moderator der Sendung und sein Team während der Produktion dieser Episode aus Beirut auf die Nashville evakuiert wurden. Die Episode wurde für einen Emmy nominiert.
Im Jahr 2007 war kurzzeitig ein Verkauf des Schiffes an die indische Marine im Gespräch, welche schon das Schwesterschiff, die USS Trenton (derzeit in indischem Dienst: INS Jalashwa), gekauft hatte. Dieser Verkauf wurde aber nicht umgesetzt.
Die Nashville wurde am 30. September 2009 auf der Marinebasis Naval Station in Norfolk, Virginia außer Dienst gestellt. Offiziellen Verlautbarungen der US Navy zufolge besaß das Schiff gegenüber moderneren Typen eine zu geringe Leistung und auch der Unterhalt der Nashville war inzwischen zu kostspielig geworden.
Sie wurde als Reserve an der Naval Inactive Ship Maintenance Facility (NISMF) in Philadelphia, Pennsylvania, verankert.
Am 13. November 2017 wurde sie aus dem Naval Vessel Register (NVR), dem Schiffsregister der US Navy, gestrichen.
Im Jahr 2022 wurde die Nashville nach Brownsville, Texas geschleppt, wo das Unternehmen All Star Metals am 8. April 2022 mit der Verschrottung des Schiffs begann.

## Unfälle
Am 2. Februar 1972 kollidierten die USS Shreveport (LPD-12), ebenfalls ein amphibisches Transportdock der Austin-KLasse, und die Nashville während einer Operation in der Karibik miteinander. Beide Schiffe wurden leicht beschädigt.
Am 3. März 1975 wurde die Nashville etwa 1.000 Kilometer südwestlich der Azoren stark beschädigt, als bei der Iwo Jima, einem Hubschrauberträger der Iwo-Jima-Klasse, während eines Highline-Manövers, die Steuerung ausfiel und sie die Nashville rammte.

## Asbestbelastung
Viele Bestandteile der Nashville und anderer Schiffe der US Navy, enthielten kritische Mengen von Asbest. Dieses wurde vornehmlich zur Isolierung der Kessel, Turbinen oder anderer Antriebskomponenten sowie von hitzeführenden Rohren und Leitungen in allen Teilen des Schiffes verwendet. Dadurch wurden viele Seeleute, die auf der Nashville Dienst taten und mit diesen Materialien über lange Zeit in Kontakt kamen, geschädigt oder erkrankten an Atemwegserkrankungen wie der Asbestose oder dem Pleuramesotheliom.

## Anmerkung
1. ↑  zur Besatzung gibt es auch niedrigere Angaben von nur 24 Offizieren und 396 Mannschaften
2. ↑  der Hangar war nicht zur Unterbringung der max. sechs CH-46 Hubschrauber vorgesehen. Diese wurden auf dem Flugdeck geparkt.

## Galerie

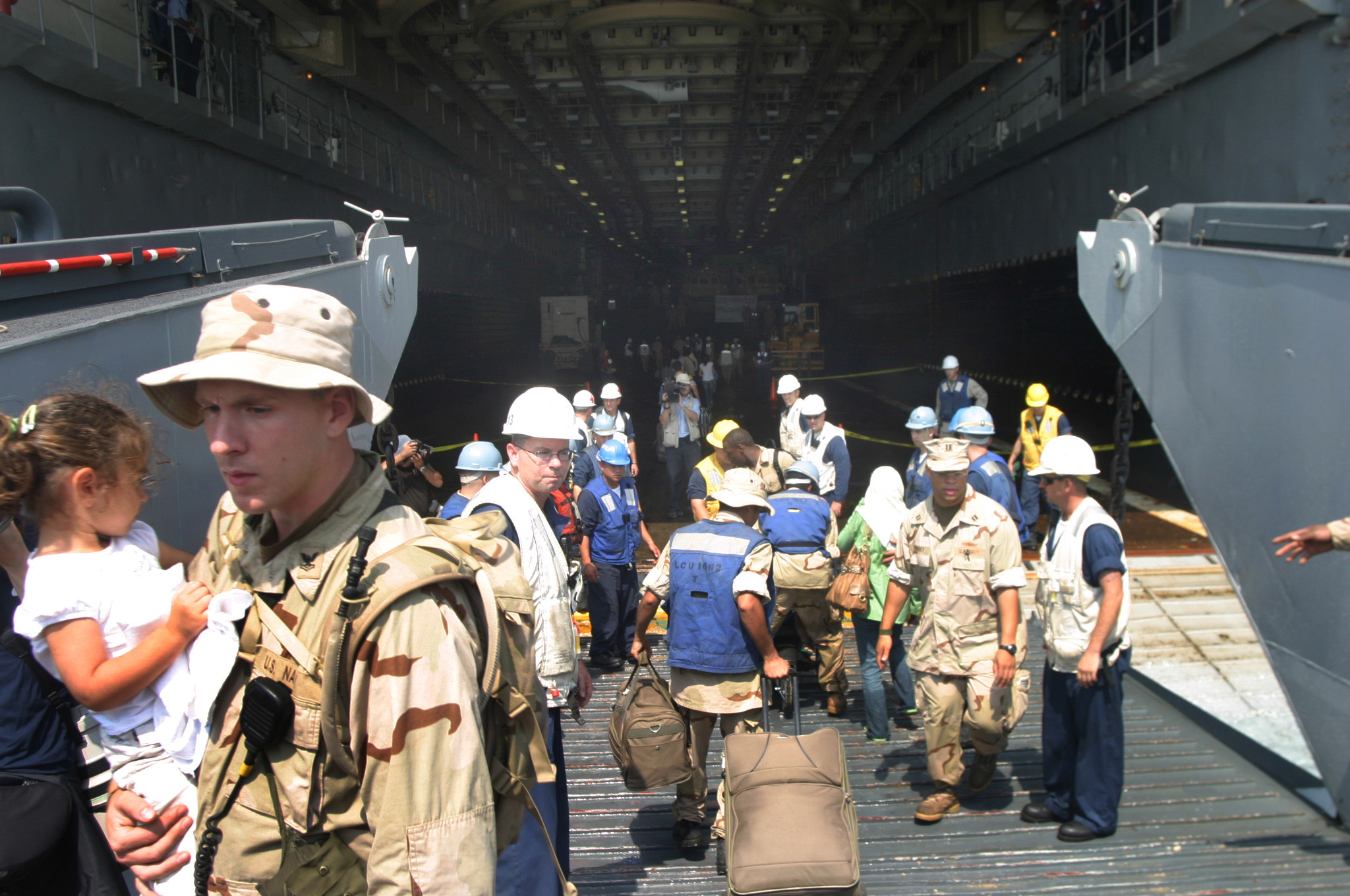
Besatzungsmitglieder der USS Nashville evakuieren US-Staatsbürger aus dem Libanon, Juli 2006
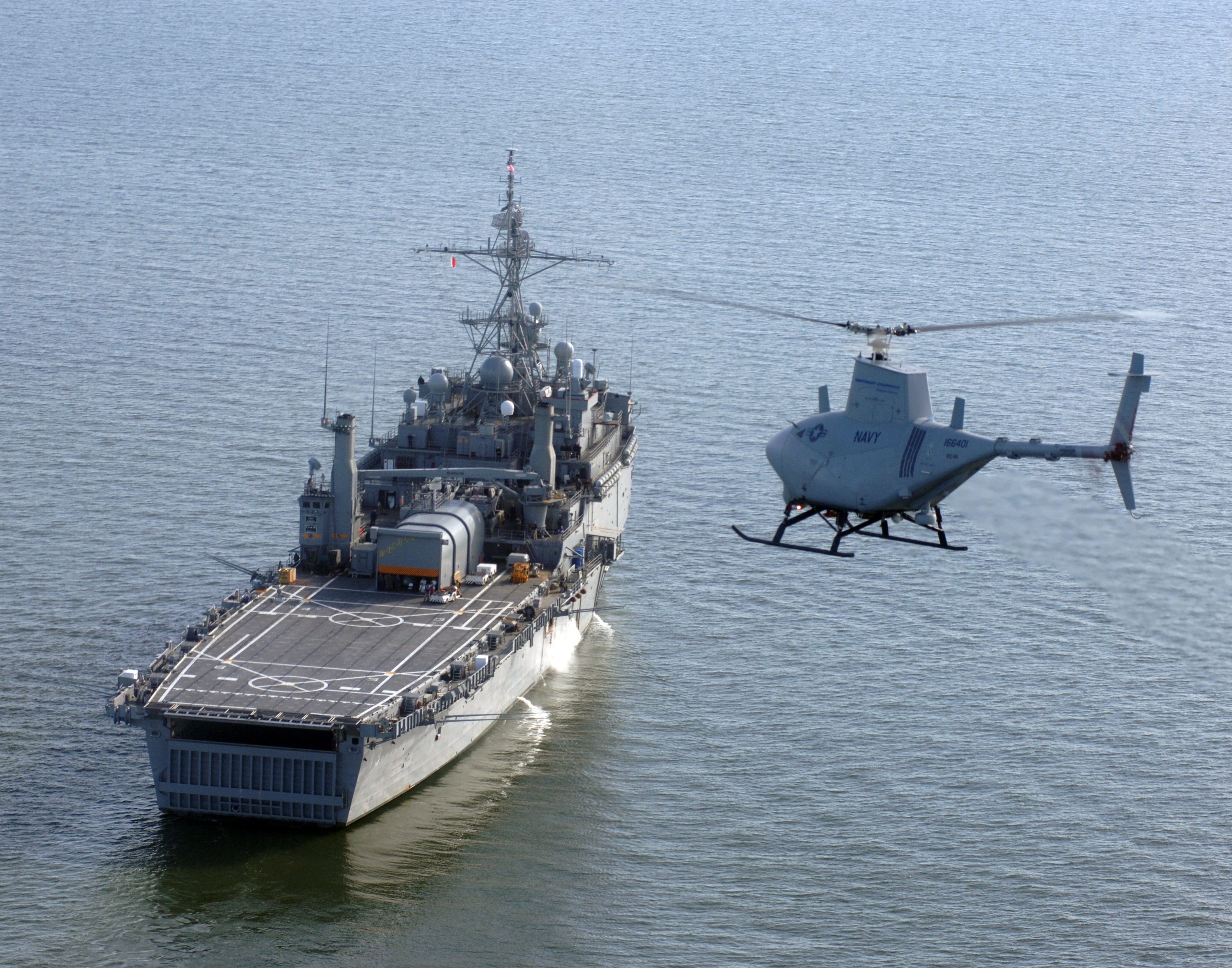
Ein unbemannter MQ-8B Fire Scout Hubschrauber im Landeanflug auf die USS Nashville, Januar 2006
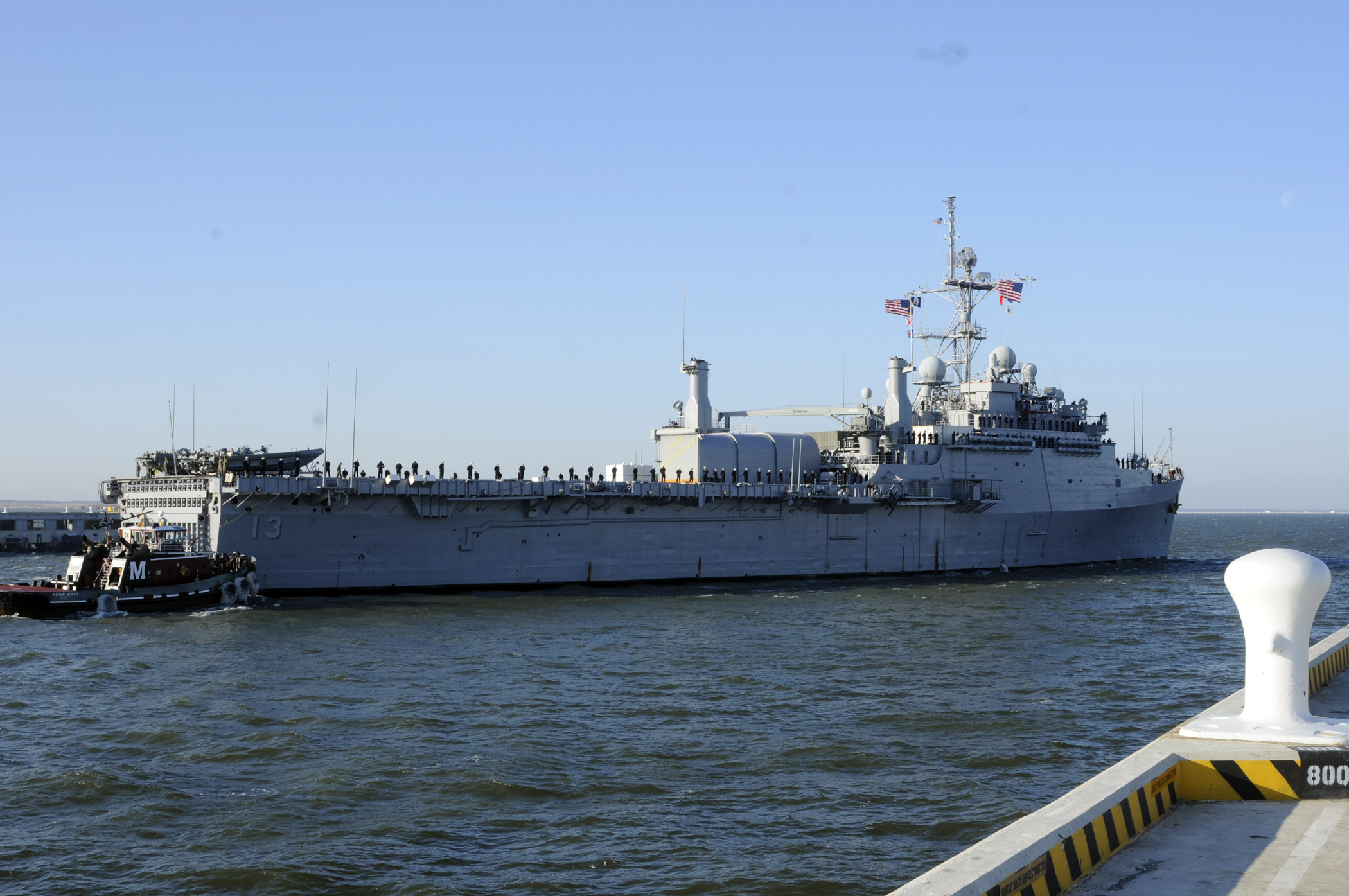
USS Nashville bei einem Auslaufmanöver, Januar 2009
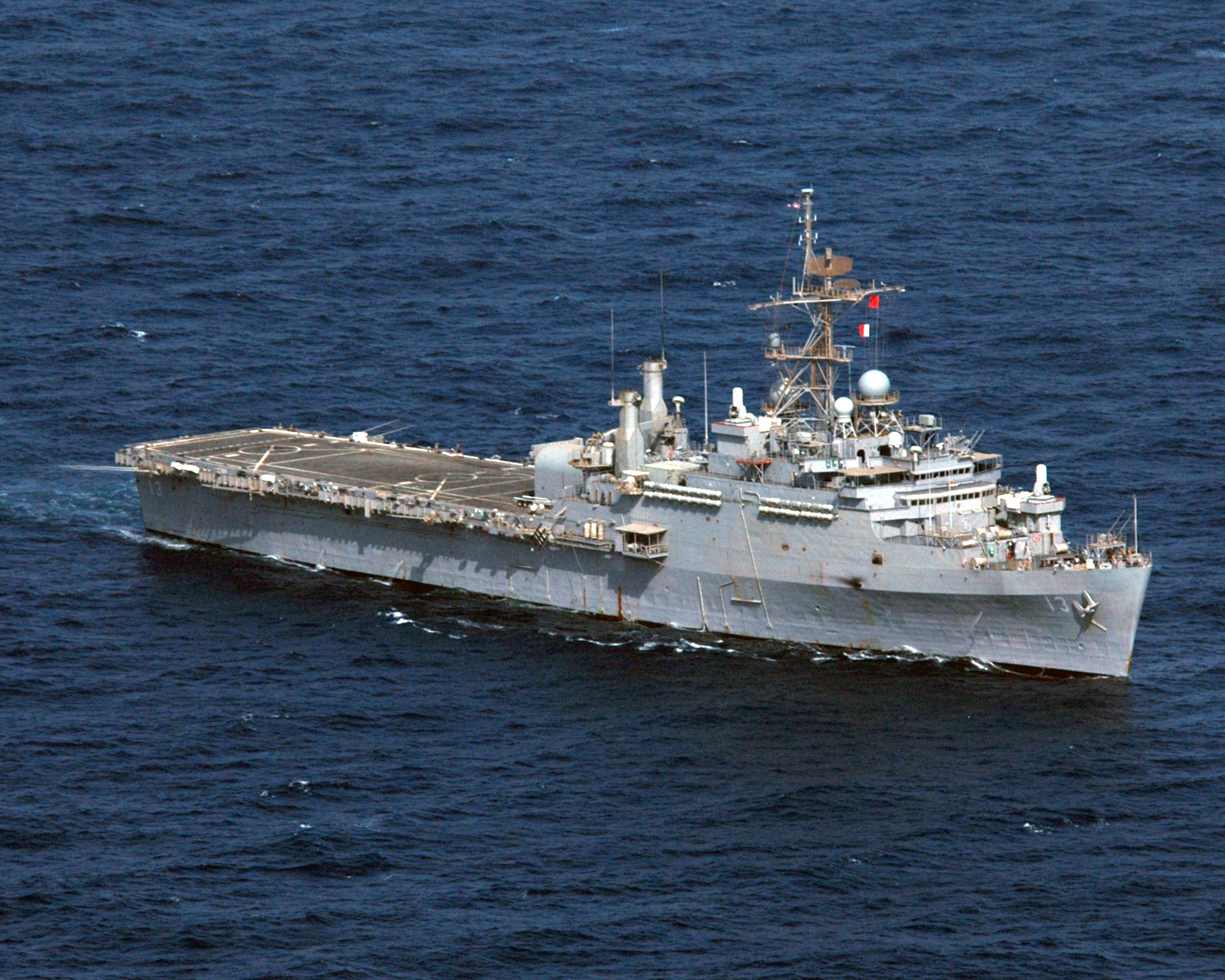
USS Nashville im Arabischen Meer, August 2006
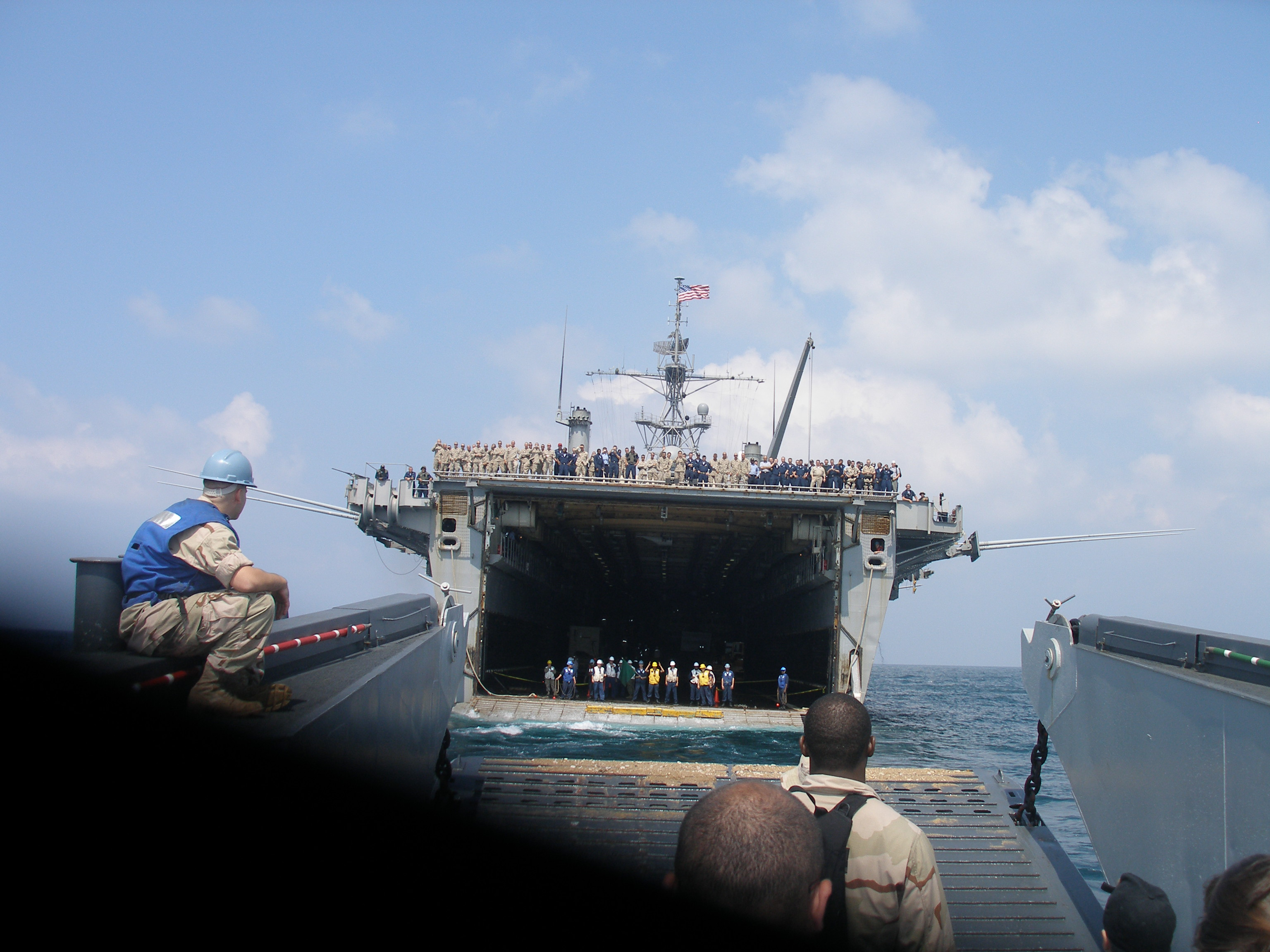
Blick ins offene Welldeck der USS Nashville
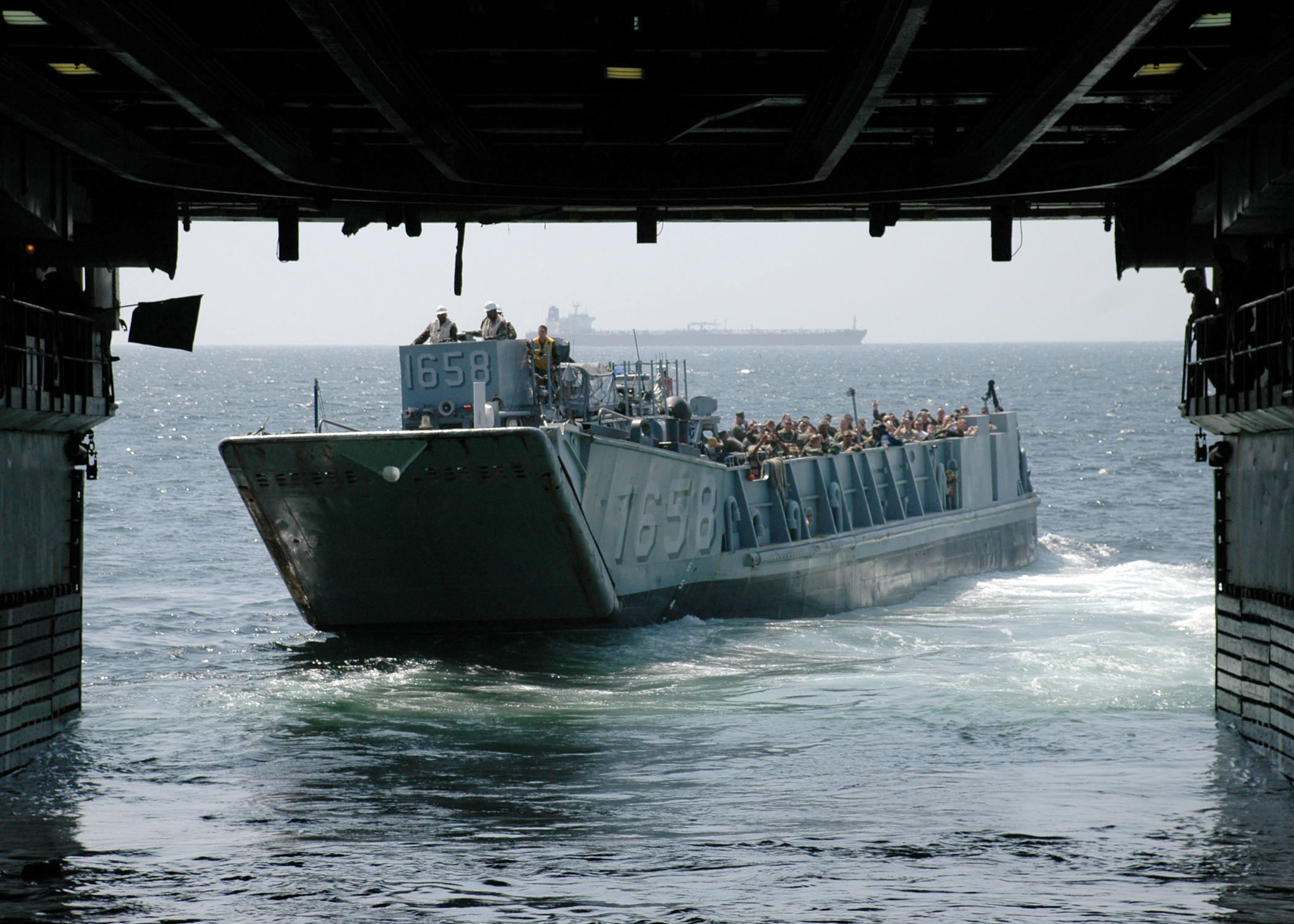
Ein Landing Craft, Utility bei der Einfahrt ins Welldeck, Februar 2009
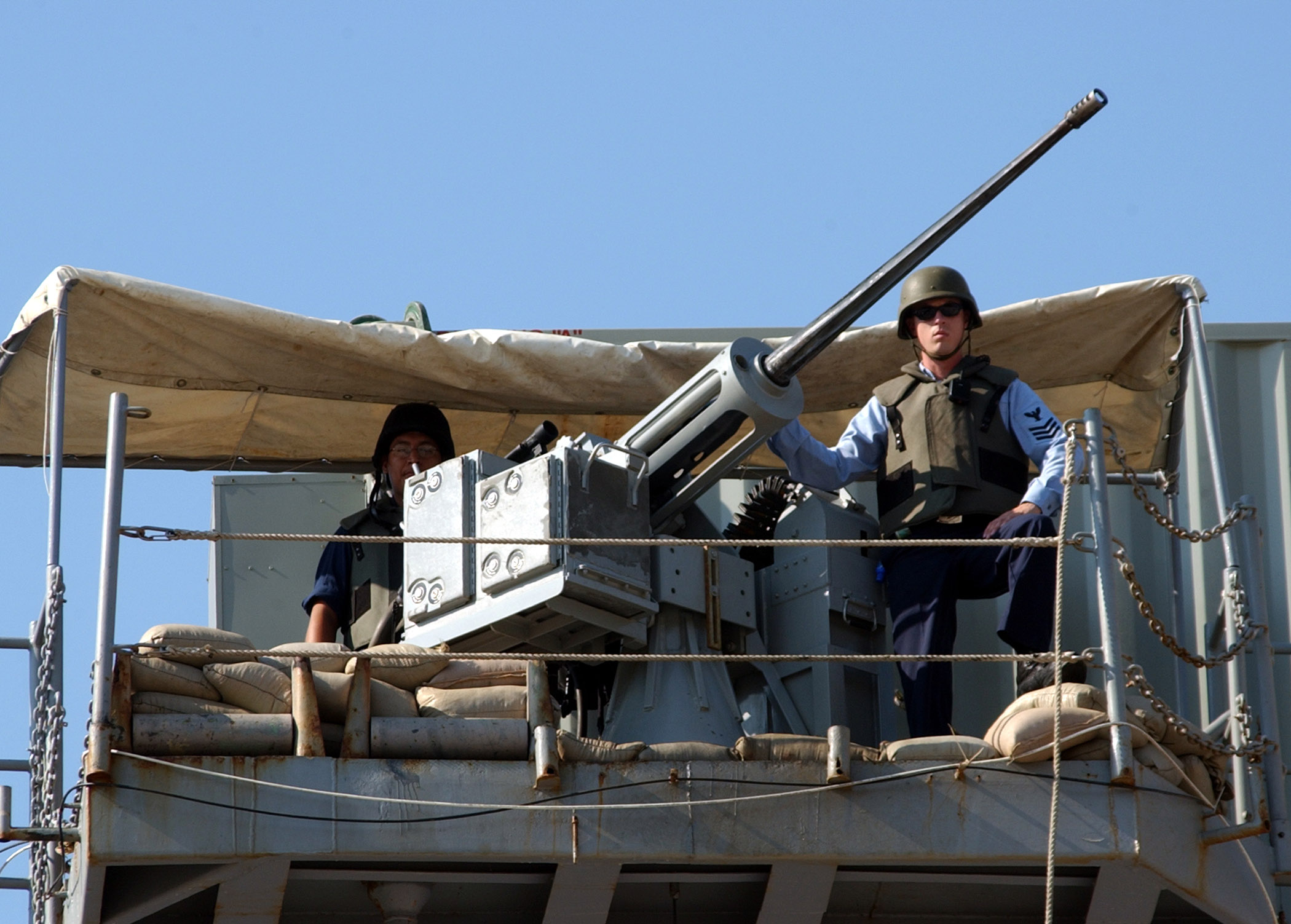
Besatzungsmitglieder an einer der beiden MK-38 Maschinenkanonen
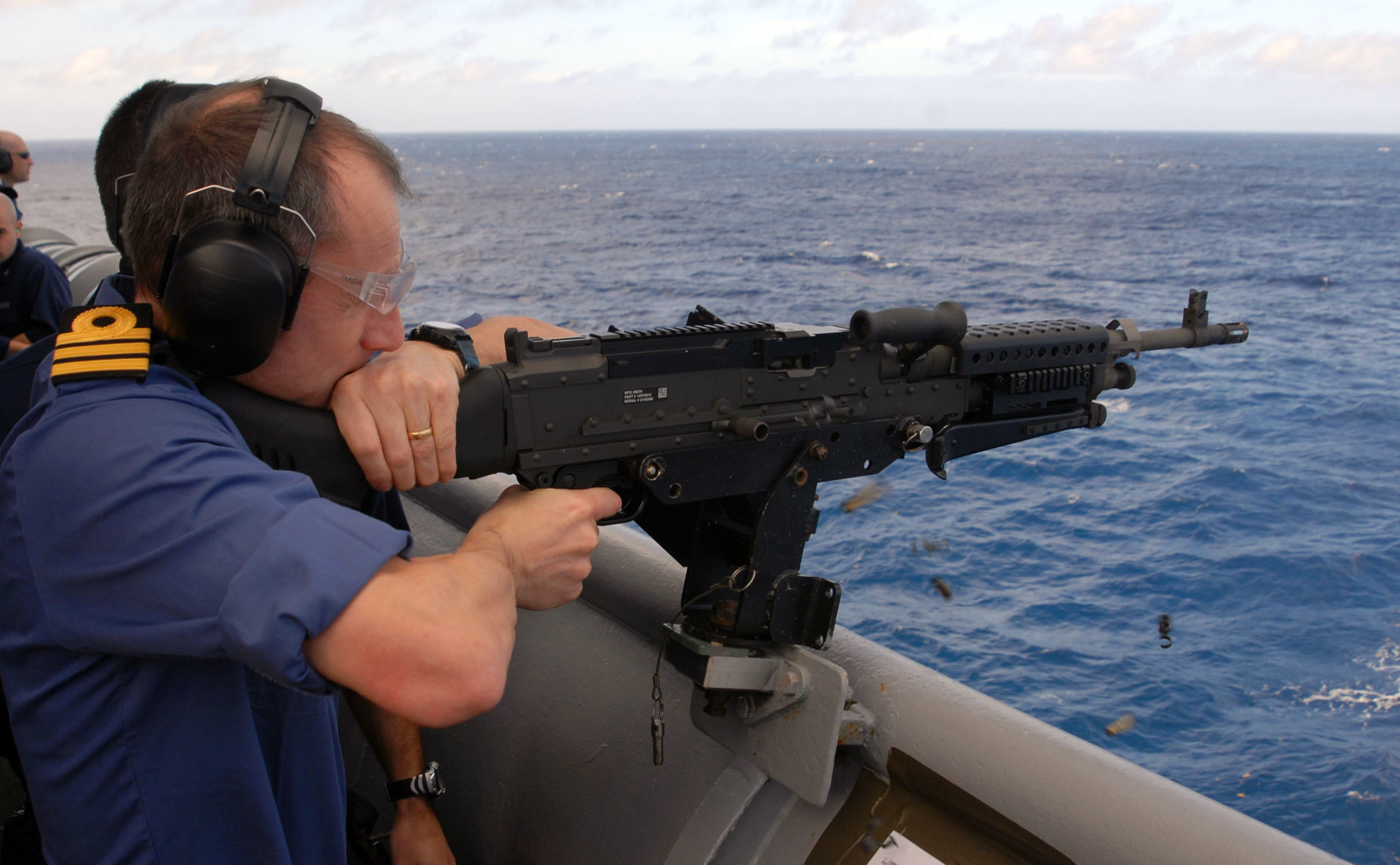
Der britische Commodore Fitzsimmons feuert bei einem Besuch auf der USS Nashville ein M240 Maschinengewehr ab, Januar 2009
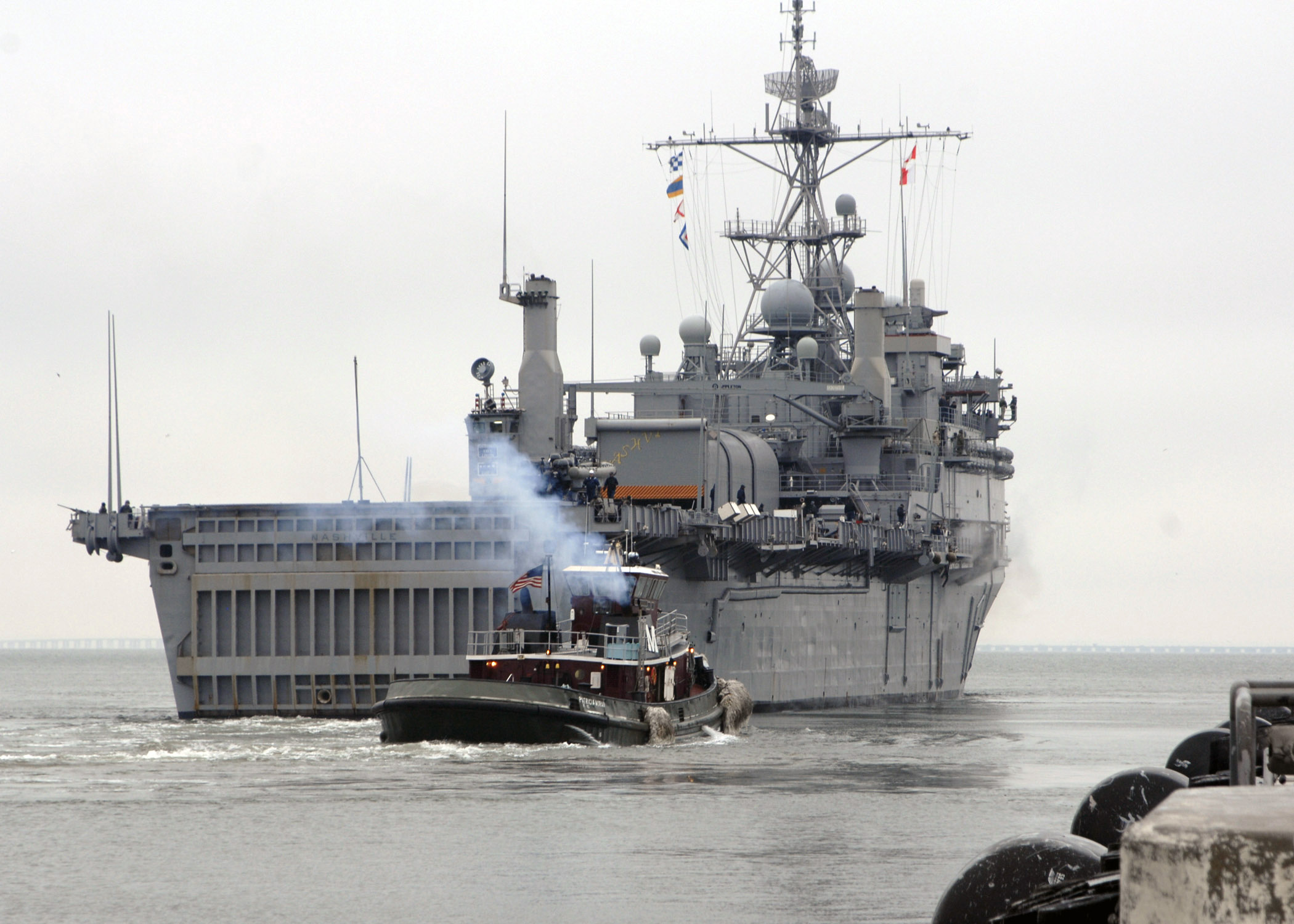
USS Nashville beim Auslaufen aus der Naval Station Norfolk, Februar 2008